# Jakob Joseph Adam
Jakob Joseph Adam (* 12. Februar 1828 in Allschwil; † 21. Januar 1888 in Basel) war ein Schweizer Politiker.

## Leben
Jakob Joseph Adam wurde geboren als Sohn des Landwirts, Rössli-Wirts und Baselbieter Regierungsrats Jakob Adam. Er besuchte die Schulen in Therwil und Basel und absolvierte eine Ausbildung zum Geometer und Ingenieur. Als solcher war er unter anderem bei der Centralbahn, auf der Strecke Basel–Olten, tätig.
Von 1848 bis 1854 sowie von 1863 bis 1867 war er Baselbieter Landrat. Von 1857 bis 1859, von 1860 bis 1863 und von 1867 bis 1873 war er Regierungsrat und leitete die Bau- und Militärdirektion. Von 1863 bis 1868 wirkte er als freisinniger Nationalrat in der Bundespolitik mit.
Adam war Oberst der Artillerie, Verwaltungsrat der Basellandschaftlichen Hypothekenbank und der Centralbahn. Er war Repräsentant der sogenannten Ordnungspartei, Gegner des obligatorischen Referendums und der Demokratischen Bewegung Christoph Rolles. Er war Kulturkämpfer und Vorstandsmitglied der christkatholischen Gemeinde Basel.